# Torpedokrise
Im Jahr 1940 kam es in der deutschen Kriegsmarine zur sogenannten Torpedokrise, als vor allem während der Invasionsoperationen in Norwegen (Unternehmen Weserübung) viele U-Bootangriffe auf Schiffe misslangen, weil die G7-Torpedos versagten.

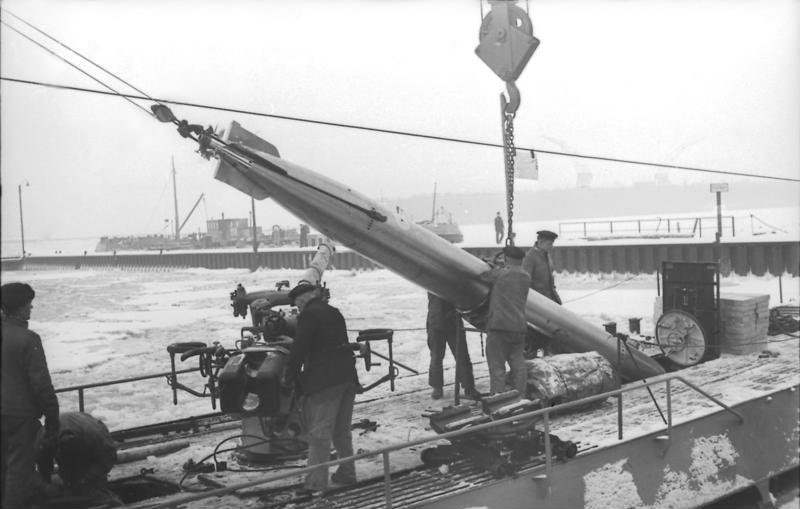
Torpedoübernahme auf einem deutschen U-Boot in Wilhelmshaven, Dezember 1939

Die erst nach längeren Untersuchungen aufgefundenen und später abgestellten Fehler in den Torpedos waren hauptsächlich auf unzureichende Erprobungen, widersprechende Wirtschaftsinteressen sowie auf die Konkurrenz zwischen Torpedoerprobungskommando (TEK) und Torpedoversuchsanstalt (TVA) zurückzuführen.

## Geschichte

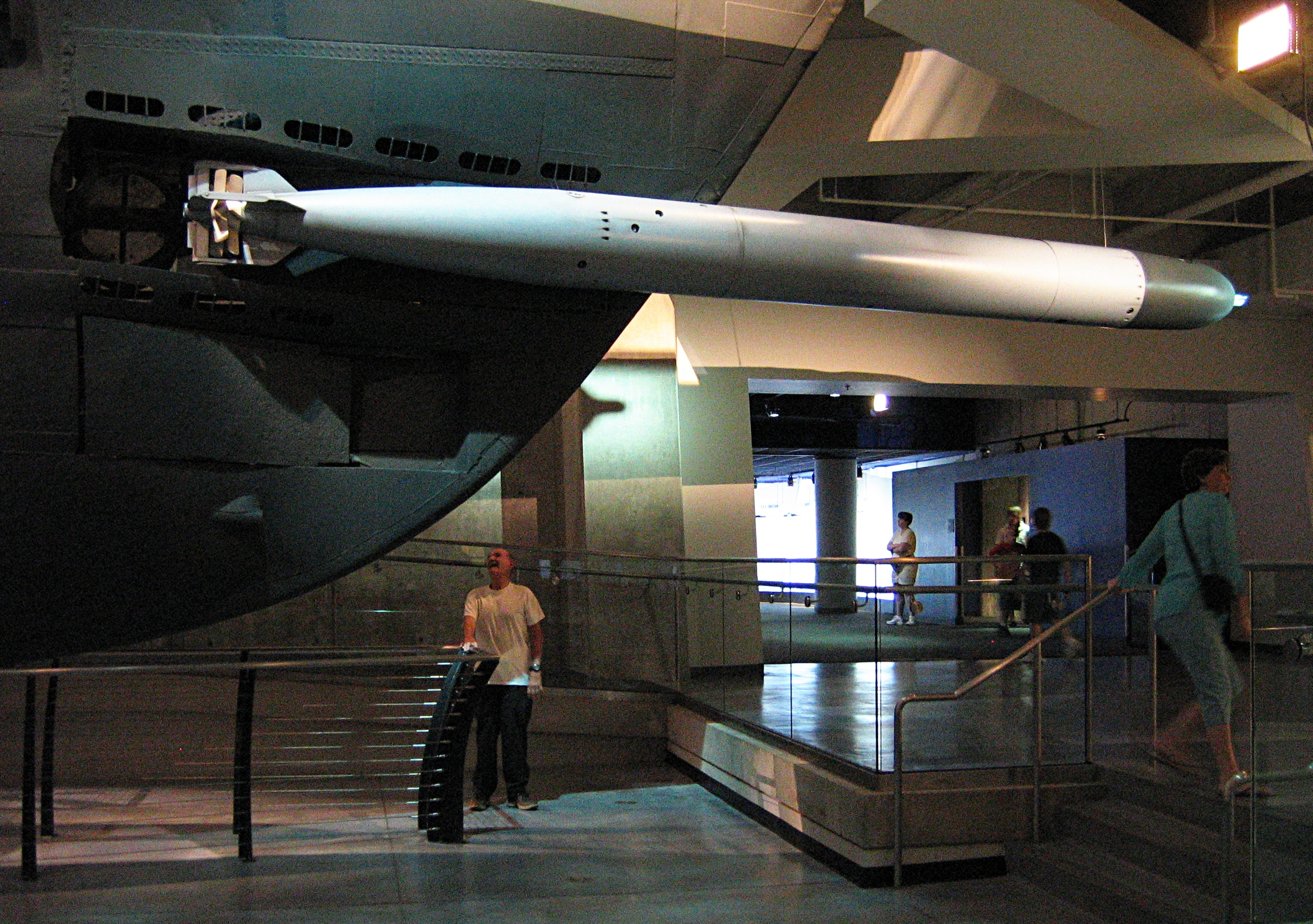
Deutscher G7-Torpedo

Der wichtigste Torpedo der deutschen Kriegsmarine war der seit 1934 serienmäßig hergestellte Typ G7. Diesen gab es als dampfgasbetriebene und elektrisch angetriebene Version, die entweder mit Aufschlagzünder oder einem neu entwickelten Magnetzünder versehen war. Die Variante mit Magnetzündung war wirkungsvoller, da diese unter dem Rumpf eines gegnerischen Schiffes explodierte und die dabei entstehende Gasblase den Kiel des Schiffes brach, wodurch dieses meistens unrettbar verloren war.

### Hintergrund
Schon kurz nach Ausbruch des Zweiten Weltkrieges häuften sich die Meldungen deutscher U-Bootkommandanten über Versager bei Schüssen bei Torpedos mit Magnetzündung. Die Torpedos liefen entweder unter den gegnerischen Schiffen einfach hindurch oder explodierten weit vor oder nach dem Ziel oder aber gar nicht. Drei frühe Vorfälle sind dabei besonders erwähnenswert:
- Beim ersten deutschen Angriff auf ein gegnerisches Kriegsschiff attackierte U 14 am 3. September 1939 das polnische U-Boot Sęp. Der hierbei abgeschossene Torpedo detonierte mutmaßlich vor dem Ziel.[1]
- Zwölf Tage nach dem Kriegsausbruch schoss U 39 zwei Torpedos aus einer Entfernung von nur 800 m auf den britischen Flugzeugträger Ark Royal, die aber vorzeitig detonierten.
- Ende Oktober konnte sich U 56 einem Flottenverband mit den damals größten Schlachtschiffen der Royal Navy (Hood, Nelson und Rodney) nähern und einen Dreier-Fächer auf die Nelson schießen, wobei die Torpedos auf den Rumpf aufschlugen, aber nicht explodierten.[2]

Unter diesen Eindrücken notierte der BdU Karl Dönitz am 30. Oktober 1939: "Das Vertrauen der Kommandanten in ihre Torpedowaffe muss im Schwinden begriffen sein. Ihre Angriffs- und Einsatzfreudigkeit wird auf Dauer leiden." Zu einer erneuten Häufung gemeldeter Torpedoversager kam es Ende Januar 1940, als innerhalb von zehn Tagen 13 Fehlschüsse gemeldet wurden, die laut Aussage der U-Bootkommandanten auf ein Versagen des Magnetzünders zurückzuführen waren.
Angesichts der Vielzahl der Torpedoversager während der Invasion in Norwegen wurde aus der Kulmination von Einzelfällen im Rahmen individueller Unternehmungen einzelner Boote ein systemisches Versagen – die Torpedokrise. Nachträglich kam man zu der Schätzung, dass bei funktionierenden Torpedos mindestens Treffer auf einem Schlachtschiff, sieben Kreuzern, sieben Zerstörern und mehreren Transportschiffen erzielt worden wären. Die Hauptaufgabe der vor der norwegischen Küste patrouillierenden U-Boote bestand darin, ein Anlanden alliierter Truppen zu verhindern. Trotz Massierung gegnerischer Schiffe und guter Schusspositionen konnten in norwegischen Gewässern jedoch mit einer Ausnahme keine wirksamen Torpedotreffer erzielt werden. Hierbei versagten sowohl Magnet- als auch Aufschlagzünder. Die Wirkungslosigkeit der U-Boote in diesem Seegebiet war jedoch nicht auf die Effizienz der U-Boot-Waffe als Ganzes übertragbar. Eine Analyse des BdU kam zu dem Ergebnis, dass im März 1940 von insgesamt 52 verschossenen Torpedos 10 versagt, 13 fehlgegangen und 28 getroffen hatten.

### Reaktionen
Ein Beispiel für den Vertrauensverlust, den die Torpedoversager zur Folge hatten, ist der Entschluss Günther Priens, der sich trotz günstiger Schussposition angesichts mehrerer durch Zerstörer gedeckter Truppentransporter gegen einen Angriff entschied. Später sagte Prien zu Dönitz, man könne kaum von ihm erwarten, dass er mit einem Holzschwert kämpfe. Trotz Hitlers Anweisung, auf keinen Fall Kräfte aus Narvik abzuziehen, verlangte Dönitz angesichts der vielen wirkungslos gebliebenen Torpedoangriffe, dass die verbliebenen U-Boote sich aus dem Kampfgebiet zurückziehen dürfen. Während die Kämpfe zwischen deutschen und britischen Streitkräften an Land noch im vollen Gange waren, zogen sich die deutschen U-Boote am 26. April aus den norwegischen Gewässern zurück. Insgesamt hatten 42 U-Boote am Unternehmen Weserübung teilgenommen, davon waren vier versenkt worden. Insgesamt wurden acht gegnerische Schiffe versenkt, drei davon durch Werner Hartmann, der mit U 37 weit entfernt vom Invasionsgebiet operiert hatte.
Angesichts der Vielzahl an verpassten Gelegenheiten zur Versenkung gegnerischer Schiffe wurde ein Großteil der Verantwortung für die gelungene Besetzung Narviks durch britische Einheiten der Kriegsmarine und insbesondere der U-Boot-Waffe zugeschrieben. Die Torpedokrise veranlasste Großadmiral Erich Raeder, eine Untersuchungskommission einzusetzen. Unterdessen stellte Dönitz den Antrag, zu ermitteln, ob die Torpedozündung, die man aus den Torpedos eines erbeuteten britischen U-Bootes entnommen hatte, nachgebaut und auf deutschen U-Booten eingesetzt werden könne. Nicht nur für die militärische Führung, auch für die Besatzungen der U-Boote war die Torpedokrise eine deprimierende Erfahrung, die neben den technischen Fähigkeiten die Kampfmoral erheblich schwächte. Mehrmals waren Angriffe auf überlegene Kriegsschiffe trotz hervorragender Schusspositionen und umsichtigen Vorgehens gescheitert. Dadurch sahen sich zunächst die Befürworter einer deutschen Überwasser-Strategie mit Großkampfschiffen bestätigt. Admiral Dönitz verwies jedoch auf die potentiellen Möglichkeiten, die die U-Boot-Waffe bei funktionierender Torpedotechnik böte.
Ende 1939 hatte sich in Berlin Konteradmiral Theodor Riedel, Abteilungschef im Marinewaffenamt und gleichzeitig ständiger Vertreter des Amtschefs, im Zuge der Krise erschossen.

### Ursachen
Noch im Laufe des Norwegenfeldzugs wurde von Dönitz darum die Weisung gegeben, nur noch Torpedos mit Aufschlagzünder zu benutzen. Die Torpedos wurden mit einem Umschaltmechanismus versehen, so dass nun manuell von Magnetzündung auf Aufschlagzündung gewechselt werden konnte. Allerdings kam es auch mit Aufschlagzündern bei Schüssen durch U-Boote vermehrt zu Versagern.
Für das Versagen der Torpedos waren hauptsächlich zwei Bauteile verantwortlich: die Tiefensteuerung und die Gefechtspistole mit der Zündeinrichtung. Bei den regelmäßig zu tief und damit unter den Zielen hindurch laufenden Torpedos stellte sich heraus, dass die maximale Abweichung der voreingestellten Tiefe nicht wie vorgesehen einen halben Meter, sondern bis zu drei Meter betrug. Dies wurde durch einen zu hohen Luftdruck im Inneren der Torpedos verursacht. Dadurch steuerte das Ventil, das aus der Differenz zwischen Innendruck des Torpedos und dem umgebenden Wasserdruck die Tiefe feststellte, den Torpedo tiefer als beabsichtigt. Der hohe Druck in den Lagekontrollkammern der Torpedos entstand, da diese nicht luftdicht waren und der Druck im Torpedoinnern anstieg, wenn das U-Boot während seiner Tauchfahrten Druckluft ins Bootsinnere ausstieß. Dass die U-Boote durch die britischen Abwehrstreitkräfte häufig und lange unter Wasser gedrückt wurden, verschärfte dieses Problem zusätzlich.
Die Fehler bei der Tiefensteuerung konnten allerdings nicht die Fehlzündungen erklären. Hier lag die Ursache beim Zündmechanismus, dessen empfindliches Relais sich wegen der Antriebsvibrationen bewegte und dabei den Zündkontakt auslöste. Als erschwerende Ursache kam hinzu, dass die natürlichen Schwankungen und Unregelmäßigkeiten des Erdmagnetfeldes in den nördlichen Breiten ebenfalls Auswirkungen auf die Magnetzünder hatten.
Die Aufschlagzünder konnten durch zu geringe Vorschnelllose des Schlagbolzens ein Verpuffen der Initialladung bewirken sowie bei Auftreffwinkeln unter 50° durch Verklemmung versagen.

### Gerichtsverfahren
1941 wurde von Dönitz das Reichskriegsgericht eingeschaltet, um die verantwortlichen technischen Offiziere und Beamten zur Rechenschaft zu ziehen. Aufgrund einer gewissenhaften Vorbereitung und Vielzahl technischer Fragen vergingen fast sieben Monate zwischen der Anklage im Mai und der Verurteilung im Dezember 1941. Das Gericht stellte fest, dass die Torpedos nicht den notwendigen Erprobungen unterworfen wurden, eine mangelhafte Kommunikation zwischen den Dienststellen TVA und TEK, aber auch zur Industrie herrschte und es eine zu hohe Zahl von Änderungswünschen einer bereits eingeführten Waffe gab. Der Leiter der TVA und der Inspekteur der Torpedo-Inspektion (vorgesetzte Dienststelle der TEK) sowie zwei technische Beamte der TVA wurden zu Haftstrafen verurteilt, kamen aber nach sechs Monaten wieder frei und waren danach wieder im Rüstungsbereich tätig. Im Prozess wurde weiterhin als grundlegende Schwachstelle aufgezeigt, dass es falsch war, die Entwicklung, Fertigungsvorbereitung und Erprobung einer behördlichen Einrichtung zu überlassen, woraufhin die Marine eine Aufteilung zwischen staatlichen Dienststellen und der Industrie forcierte.

### Lösungen

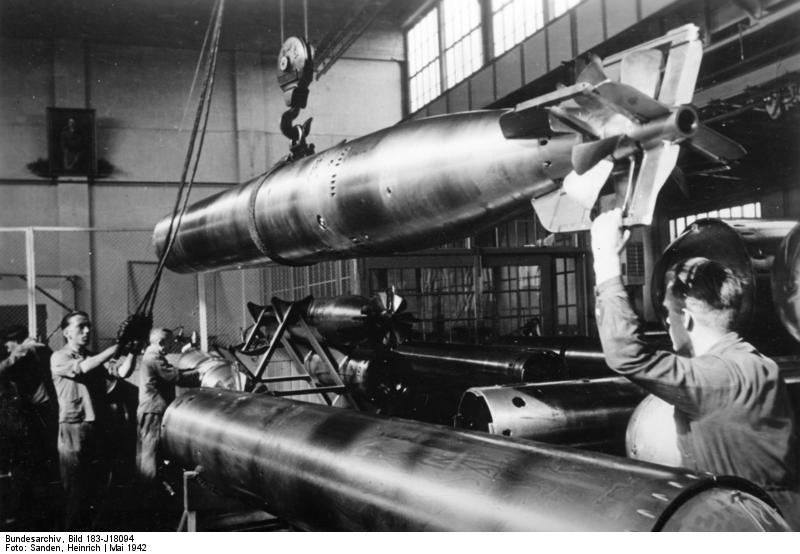
Deutsche Torpedowerkstatt, Mai 1942

Schon im Herbst 1939 wurde unter dem Vorsitz des einstigen Chefkonstrukteurs des Torpedos Ernst-August Cornelius eine Arbeitsgemeinschaft gegründet, die die Probleme relativ schnell beseitigen konnte. Durch eine Vielzahl von kleinen Änderungen wurde die Tiefensteuerung verbessert und das Problem des empfindlichen Relais der Gefechtspistole durch eine verbesserte Aufhängung behoben. Ab Sommer 1940 galt der G7-Torpedo als kriegsbrauchbar und wurde ab 1941 wieder vollständig eingesetzt.
Im weiteren Verlauf des Krieges wurden dann von deutscher Seite Torpedos entwickelt, die druckunabhängig nach Programm oder Horchpeilung liefen, wie beispielsweise der Zaunkönig, FAT oder LUT.
Die US-Marine hatte im Zweiten Weltkrieg vergleichbare Probleme, die unter dem Begriff Torpedoskandal bekannt wurden.